# Evangelista Menga

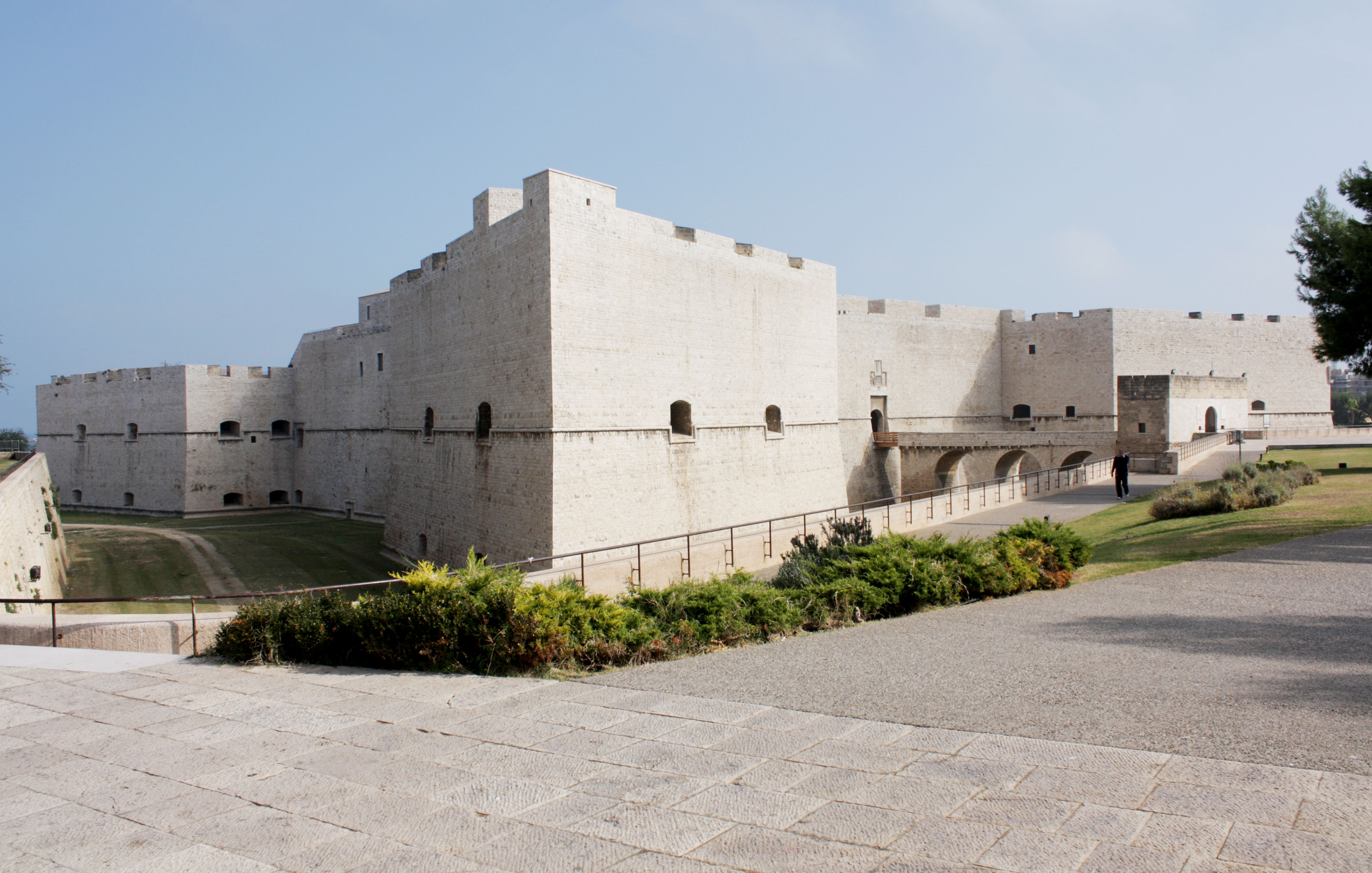
Castello di Barletta

Evangelista Menga (Copertino, 1480 ca. – 1571 ca.) è stato un architetto militare italiano.

## Biografia e opere

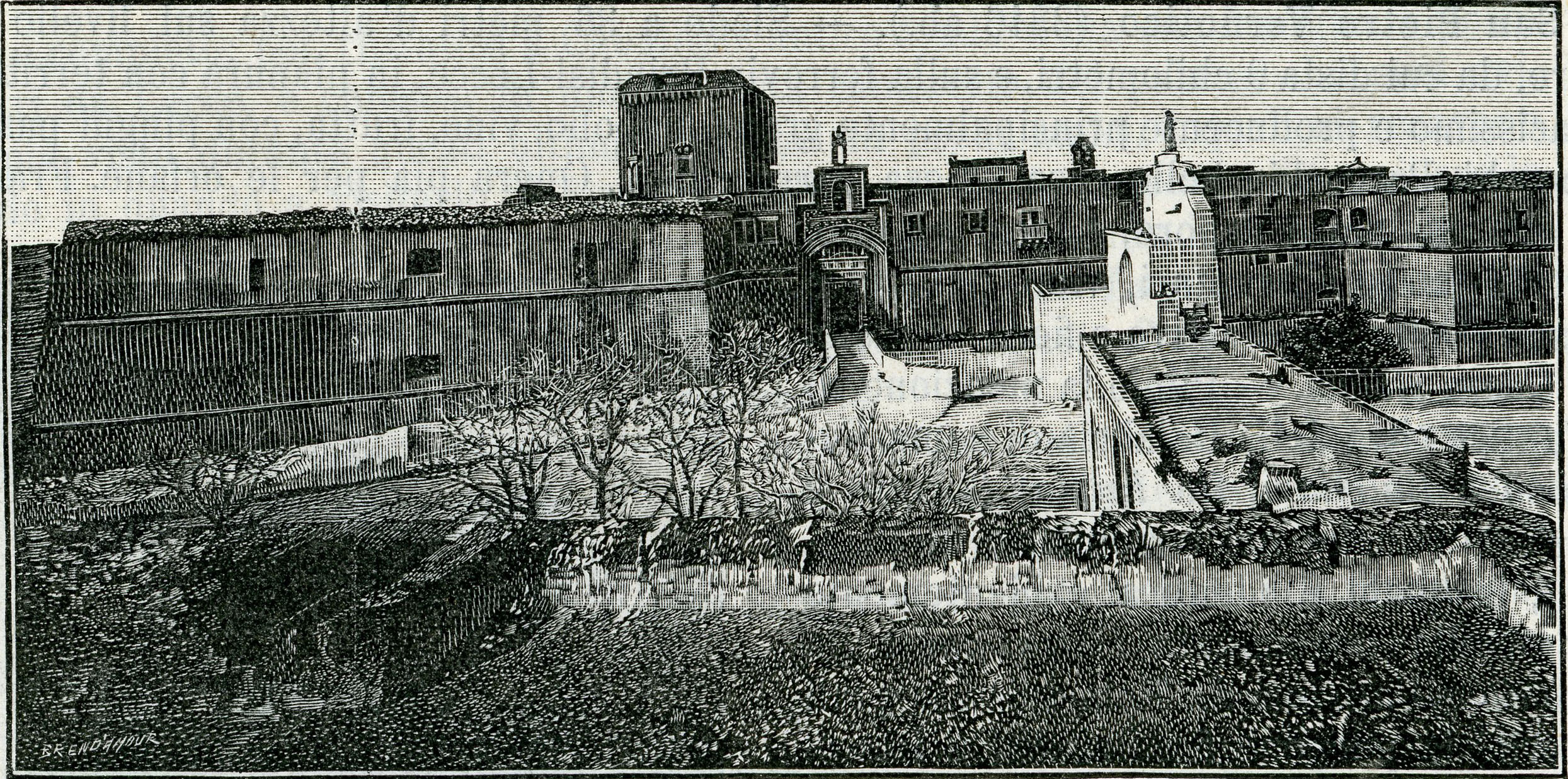
Veduta del Castello di Copertino in una xilografia di Richard Brend'amour del 1899

Architetto militare di Carlo V, fu autore dei progetti del Castello di Mola di Bari (1535-40), del Castello di Barletta (1537), del Castello di Copertino (1540; per ordine di Alfonso Castriota, principe di Albania e conte di Copertino), forse del Castello di Parabita (1540 circa), del torrione difensivo di Margherita di Savoia e infine progettò le Fortificazioni di Malta durante il grande assedio del 1565.
Morì, presumibilmente novantenne, intorno al 1571 e probabilmente a Malta dove, essendosi distinto nella difesa dell'isola dai turchi e per le opere di ingegneria militare ivi progettate e realizzate, aveva ricevuto il titolo onorifico di cavaliere con un vitalizio di 300 scudi annui, dei quali poteva disporre risiedendo in loco.

## Discendenza
Sposò a Francavilla Fontana Maria Coco, dalla quale ebbe un solo figlio, Avolio. Da questi nacquero quattro figli: Sigismondo, Porzia, Camilla e Laura.
Sigismondo sposò a Francavilla Ottavia Calefato, da cui nacque Evangelista junior, e Porzia sposò Angelo Perruccio di Leverano.